# Leet speak
Le leet speak (en leet speak : 1337 5|*34|<), de l'anglais « elite speak » (littéralement, « langage de l'élite »), est un système d'écriture utilisant les caractères alphanumériques ASCII d'une manière peu compréhensible pour le néophyte (appelé noob et déclinaisons) pour s'en démarquer.
Le principe est d'utiliser des caractères graphiquement voisins des caractères usuels, par exemple « 5 » au lieu de « S », « 7 » au lieu de « T » ou de façon moins évidente « |_| » au lieu de « U » et « |< » au lieu de « K », sans respect de l'orthographe ou des majuscules.
Ce système d'écriture se retrouve chez certains geeks technophiles, utilisateurs de jeux en réseau et demosceners.

## Origine
La graphie leet speak est née à la fin des années 1980, sous l'impulsion des programmeurs informatiques sur les bulletin board systems (BBS), moyen qui n'autorisait que des informations de type textuel.
Il n'y a pas de règles orthographiques précises. Aujourd'hui, ce mode d'écriture est entré dans la culture populaire Internet. Ces BBS, lieux underground, permettaient d'échanger discrètement des informations techniques en téléphonie et informatique entre initiés. Ce sociolecte, sans les allographes du langage SMS des années 2000, permettait à ses initiés (elite) d'empêcher le quidam (lamer, cracker ou hacker malveillant) d'accéder aux informations sensibles concernant la piraterie téléphonique (phreaking) et informatique. En effet, cette graphie est beaucoup plus difficile à comprendre sans attention et surtout elle rendait impossible le profilage et le repérage automatique par mots-clefs : « exploit » devient 3><pl0|7 ou 3xp|.0|+ par exemple.

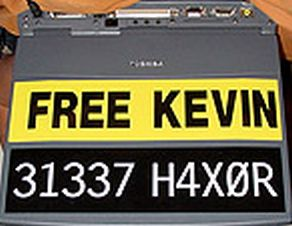
Deux autocollants « 31337 H4XØR » (« eleet haxor », soit « elite hacker ») et « FREE KEVIN » (Kevin Mitnick) sur un ordinateur portable.

« NOW IS THE TIME » en leet speak.

En outre, le l33t speak était une manière d'apporter de la créativité dans cet espace limité au codage ASCII (format de codage texte), dans la lignée de l'apparition de l'ASCII-art.
Une chanson de l'album The B-52's des B-52's en 1979 s'appelle 6060-842 (GOGO-BAR), tout comme l'album Reanimation de Linkin Park dont la quasi-totalité des titres sont écrits avec cette graphie. Laurent Garnier a aussi sorti en 2003 l'album Excess luggage, sur lequel il joue avec un leet speak très adapté, ce titre devenant 3XC355 7UGGVG3, les 3, le 7 et le V étant tournés à 180°.
Le Leet speak a aussi été couramment employé pour écrire des messages via les téléphones portables avant l'arrivée des smartphones et de leurs claviers alphanumériques virtuels. En effet, il était plus rapide d'utiliser le « 3 », accessible d'un simple appui sur la touche correspondante, que d'appuyer 3 fois sur la touche pour atteindre le « e » (« 3 » puis « d » puis « e »).

### Algospeak
L'algospeak partage des similitudes conceptuelles avec le leet, bien que son but principal soit de contourner la censure algorithmique en ligne, "algospeak" dérivant de l'anglais; algo d'algorithm (algorithme) et speak (discours). Ces euphémismes visent à échapper aux techniques de modération en ligne automatisées, en particulier à celles considérées comme injustes ou entravant la liberté d'expression,,,. Il est également souvent utilisé comme une alternative plus contemporaine au leet. Cette approche a gagné en popularité en 2023 et 2024 en raison de l'augmentation des tensions entre Israël et Gaza, avec la nature controversée du sujet sur Internet, notamment sur les plateformes Meta et TikTok,. L'efficacité de cette technique de contournement est toutefois limitée du fait de l'évolution des algorithmes, qui s'adaptent à ce type de langage et le rendent donc inefficace.

## Un langage à plusieurs niveaux
Le leet speak est un langage à plusieurs niveaux, c’est-à-dire qu'il y a plusieurs façons de coder un texte en leet. Cela vient du fait qu'il existe plusieurs équivalents à la plupart des lettres de l'alphabet.
Par exemple, leet speak peut s'écrire :
- L33T 5P34K en codage de base ;
- 1337 5p34k en codage léger ;
- 1337 5|*34|< en codage normal ;
- £33‡ šρ3@ķ en codage moyen ;
- |_ 33¯|¯ _/¯|°3/-\|< en codage élevé.

Dans un texte, plusieurs codages peuvent se chevaucher, augmentant ainsi la difficulté de lecture du texte pour les néophytes. Cependant, certains puristes pensent que seuls les chiffres peuvent être utilisés[réf. nécessaire].

## Utilisation actuelle
Aujourd'hui, le leet ou « 1337 » s'est répandu bien au-delà de la communauté hacker. Il se retrouve par exemple très souvent sur les blogs et les pseudonymes de gamers, selon les communautés. Le réseau social Facebook est aussi disponible en beta-test Leet Speak.
Le leet est aussi utilisé par certains spammeurs pour contourner les mesures de filtrages, par exemple « V14GR4 » (pour Viagra), reconnu immédiatement par la lecture humaine mais pas par certains filtres qui ne connaissent pas ce mot et le laissent donc passer.
En outre, le leet est aujourd'hui utilisé comme technique de chiffrement de mot de passe, permettant d'utiliser des mots du dictionnaire en étant moins sensible aux attaques de type attaque par dictionnaire. En réponse, il existe désormais des dictionnaires pour casser les mots de passe intégrant des mots sous le format leet.
La graphie d'un nom peut être à la frontière du leet et de l'auto-référence, par exemple avec la série télévisée Numb3rs ou le long métrage Se7en. Les films Scream 4, Taxi 4 et Taken 3 sont ainsi aussi notés respectivement « SCRE4M », « T4XI » et « TAK3N » sur certaines affiches.

## Dans la culture populaire
L'album Reanimation est un album remix du groupe Linkin Park dont la plupart des titres sont en leet speak.
Depuis la sortie de la Freebox Revolution en 2010, et sur le site de Free, on peut voir la Freebox Server afficher « 13 : 37 » (pour 13 h 37),. De même, le prix du forfait initial Free Mobile a été fixé symboliquement à 13.37€HT, soit 15.99€TTC. La publicité promouvant la 4G chez le concurrent Orange est appelée « M4GIC » en référence au mouvement geek.
Dans la série télévisée Mr. Robot, qui relate la vie d'un jeune informaticien new-yorkais, le leet est utilisé pour nommer tous les épisodes.
Dans la série Bloqués (épisode 66, « Le générique »), les chiffres « 13 : 37 » qui apparaissent sur le micro-onde sont une référence directe au leet speak.

## Grammaire

### Alphabet 1337 («leet»)
| A | B *                             | C         | D *                           | E *                 | F               | G *                  | H                                                            | I *                   | J                  | K                  | L *                  | M                                                                             | N                                             | O *                 | P *                                                   | Q                      | R *                                            | S                  | T *                        | U                   | V              | W                                                             | X *                 | Y *                 | Z *                         |
| --- | ------------------------------- | --------- | ----------------------------- | ------------------- | --------------- | -------------------- | ------------------------------------------------------------ | --------------------- | ------------------ | ------------------ | -------------------- | ----------------------------------------------------------------------------- | --------------------------------------------- | ------------------- | ----------------------------------------------------- | ---------------------- | ---------------------------------------------- | ------------------ | -------------------------- | ------------------- | -------------- | ------------------------------------------------------------- | ------------------- | ------------------- | --------------------------- |
| 4 /\ @ ^ aye ∂ /-\ \|-\ q | 8 6 13 \|3 ß P> \|: !3 (3 /3 )3 | ( ¢ < [ © | [) \|o ) I> \|> ? T) \|) 0 </ | 3 & € £ є ë [- \|=- | \|= ƒ \|# ph /= | 6 & (_+ 9 C- gee (γ, | # /-/ [-] ]-[ )-( (-) :-: \|~\| \|-\| ]~[ }{ ]-[ ? } -{ hèch | 1 ! \| ][ eye 3y3 ] : | _\| _/ ¿ </ (/ ʝ ; | X \|< \|{ ɮ < \|\“ | 1 £ 1_ ℓ \| \|_ ][_, | \|v\| [V] {V} \|\/\| /\/\ (u) (V) (\/) /\|\ ^^ /\|/\| //. .\\ /^^\ /// \|^^\| | ^/ \|V \|\\| /\/ [\] <\> {\} ]\[ // ^ [] /V ₪ | 0 () oh [] ¤ ° ([]) | \|* \|o \|º \|^(o) \|> \|" 9 []D \|̊ \|7 ? /* ¶ /* \|D | (_,) ()_ 0_ °\| <\| 0. | 2 \|? /2 \|^ lz ® [z 12 Я \|2 ʁ \|² .- ,- \|°\ | 5 $ z § ehs es _/¯ | 7 + -\|- 1 '][' † \|² ¯\|¯ | (_) \|_\| v L\| µ J | \/ 1/ \|/ o\|o | \/\/ vv '// \\` \^/ (n) \V/ \X/ \\|/ \_\|_/ \_:_/ Ш ɰ `^/ \./ | >< Ж }{ ecks × )( 8 | 7 j `/ Ψ φ λ Ч ¥ '/ | ≥ 2 =/= 7_ ~/_ % >_ -\_ '/_ |
| Note : 0 est écrit pour « O » ou « D » ; 7 pour « Y » ou « T » ; 6 pour « B » ou « G » ; 8 pour « B » ou « X » ; 9 pour « G » ou « P » ; 1 pour « I », « L » ou « T » ; 2 pour « Z » ou « R » ; £ pour « E » ou « L ». |                                 |           |                               |                     |                 |                      |                                                              |                       |                    |                    |                      |                                                                               |                                               |                     |                                                       |                        |                                                |                    |                            |                     |                |                                                               |                     |                     |                             |

### Utilisation du signe $
Le signe « $ » peut, dans une phrase leet courante, être assimilé à un S. Pourtant, l'usage originel était légèrement différent. En effet, le 5 était employé pour la lettre S dans un contexte banal tandis que le $ était utilisé dans une phrase ironique ou insultante, avec parfois une connotation quant aux mauvais côtés de l'argent. Par exemple, quelqu’un qui reproche la nature capitaliste de Microsoft préférera utiliser « M1CR0$0F7 » plutôt que  « M1CR050F7 ».

### Remarque
L'usage de chiffres en lieu et place de lettres se retrouve aussi pour la transcription de certaines langues en alphabet latin, ce qui est rendu parfois nécessaire lorsque le seul clavier disponible est l'alphabet latin. C'est le cas en particulier de l'arabe dialectal tunisien et de tous les dialectes maghrébins (et de l'arabe en général), mais aussi plus généralement de nombreuses langues ne s'écrivant pas en caractères latins et n'ayant pas de romanisation officielle telles le grec (écriture greeklish) et le russe (codage Volapük (en)).
Cet usage n'a rien à voir avec le leet speak, et n'a pas vocation à cacher des caractères, il vise à transcrire phonétiquement certains phonèmes qui n'existent pas dans les langues latines (en particulier en français, dans le cas de l'arabe dialectal algérien ou marocain). Pour cela les chiffres sont choisis en fonction de leur ressemblance aux caractères de l'alphabet d'origine.